# Emilio Fede
Emilio Fede (Barcellona Pozzo di Gotto, 24 giugno 1931) è un giornalista, conduttore televisivo e scrittore italiano.
Già direttore del TG1, di Videonews e di Studio Aperto, è noto soprattutto per aver diretto e condotto il TG4 dal 1º giugno 1992 al 28 marzo 2012.

## Biografia

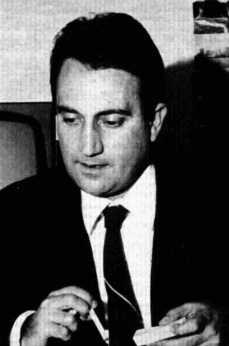
Emilio Fede nel 1965

Nacque a Barcellona Pozzo di Gotto (ME) da un maresciallo maggiore dei Carabinieri che lavorò in Etiopia per diversi anni e da una cantante d'opera. Trascorse parte della giovinezza a San Piero Patti (ME), paese d'origine della famiglia, dove frequentò la scuola dell'obbligo. Dopo la fine della seconda guerra mondiale, si trasferì con la famiglia a Roma dove conseguì il diploma di maturità classica.

## Carriera
Cominciò giovanissimo l'attività di giornalista collaborando con Il Momento - Mattino di Roma, per poi passare alla Gazzetta del Popolo di Torino, di cui divenne inviato speciale. Nel 1958 incominciò a collaborare con la Rai come conduttore a contratto del programma Il circolo dei castori assieme a Enza Sampò – con la quale ebbe anche una breve relazione – e a Febo Conti, passando così dalla carta stampata alla televisione. A partire dal 1961 il rapporto con la Rai divenne esclusivo.
Inviato speciale in Africa per otto anni, realizzò servizi in oltre 40 Paesi nel periodo della decolonizzazione e dell'inizio delle guerre civili. L'esperienza terminò a seguito di una malattia e di un contenzioso sulle spese di viaggio. Lavorò poi con Sergio Zavoli nella redazione della trasmissione d'inchiesta TV7, il settimanale di approfondimento del TG1. Uno dei suoi contributi più significativi fu un servizio sulle conseguenze sulla salute umana dell'impiego di ormoni nella crescita dei bovini.
Dal 1976 fu per cinque anni conduttore del TG1, in particolare della prima edizione a colori il 28 febbraio del 1977, e dal 1981 lo diresse per due anni; sotto la sua direzione la testata trasmise la celebre diretta, condotta da Piero Badaloni, relativa all'incidente di Vermicino, durata ben 18 ore e seguita da circa 25 milioni di telespettatori, primo esempio di cronaca in tempo reale di un avvenimento fortemente negativo, e perciò di quella che negli anni fu denominata: "TV del dolore". Nel 1983 e 1984 condusse il programma di intrattenimento Test, che andava in diretta concorrenza con Superflash trasmesso da Canale 5. Nel 1983 su Rai 1 andò in onda Obiettivo su…, curato da Fede e da Sandro Baldoni e dedicato all'attualità; in quegli stessi anni Fede fu anche nominato vicedirettore del TG1.
Il rapporto con la Rai terminò nel 1987, a seguito di un processo per gioco d'azzardo finito con l'assoluzione e per il cambiamento degli accordi politici.

### Il passaggio alla Fininvest e la direzione del TG4
Fede riprese il suo cammino professionale accettando l'offerta di Rete A, emittente nata nel 1983, dove va a fondare e dirigere il TgA, il primo telegiornale nazionale privato della televisione italiana, la cui prima edizione andò in onda lunedì 7 settembre 1987. Nel 1989 passa alla Fininvest di Silvio Berlusconi, dapprima come direttore di Videonews, poi di Studio Aperto, notiziario di Italia 1, che il 16 gennaio 1991 fu il primo telegiornale in Italia ad annunciare in diretta l'inizio dell'operazione Desert Storm durante la guerra del Golfo, proprio nel giorno della sua prima messa in onda. Studio Aperto fu anche il primo telegiornale a informare della cattura dei due ufficiali dell'Aeronautica Militare italiana Gianmarco Bellini e Maurizio Cocciolone.
Dal 20 settembre del 1990, tutti i giovedì, in seconda serata su Rete 4, conduce il rotocalco settimanale d'attualità Cronaca, supplemento d'informazione da lui curato per gli appassionati di cronaca-spettacolo, con un'audience attestata intorno al milione e 300.000 spettatori.
Nel 1992 venne nominato alla direzione del TG4, il nuovo telegiornale di Rete 4, sostituendo Edvige Bernasconi, pur rimanendo formalmente direttore di Studio Aperto fino al 1993.
Dal 28 novembre 1997 e poi nel 1999 conduce su Rete 4 il ciclo Le grandi interviste, interviste-ritratto di mezz'ora a personaggi come: Clara Agnelli Nuvoletti, Massimo D'Alema, Umberto Bossi, Simona Ventura e Pippo Baudo. Il 25 febbraio 1998 ha condotto in prima serata su Canale 5 il falso televisivo Indagine sulla canzone truccata, dove ha raccontato il finto arresto di Iva Zanicchi.
Dal 2000 cura Sipario, il rotocalco rosa del TG4 di sua concezione, in onda tutti i giorni in coda al telegiornale di Rete 4, ed affida la conduzione della rubrica dedicata alle previsioni del tempo Meteo 4 ad alcune annunciatrici di bella presenza senza una competenza specifica nel campo meteorologico, da lui selezionate personalmente, battezzate mediaticamente con l’appellativo "meteorine". Dal 2008 sperimenta l'edizione notturna Sipario notte.
Nel luglio del 2004 conduce il TG4 in diretta da Nāṣiriyya per portare la sua solidarietà ai militari italiani colpiti dall'attentato del 12 novembre 2003.
L'8 febbraio 2005 ha condotto eccezionalmente, insieme ad Ezio Greggio, una puntata di Striscia la notizia (programma che lo prende continuamente di mira, trasmettendo i filmati dei fuori-onda in cui sgrida ed inveisce impulsivamente e a più riprese contro i colleghi della redazione del TG4) al posto di Enzo Iacchetti, impossibilitato e assente a causa dell'influenza.
Dal 16 febbraio 2009 dirige su Rete 4 tre prime serate speciali con Password - Il mondo in casa, programma di attualità in diretta da studio con ospiti in collegamento e inviati sul territorio.

### L’addio al TG4
Il 28 marzo 2012, a seguito di una trattativa con Mediaset non andata a buon fine, la società solleva Emilio Fede dalla direzione del TG4. L'azienda di Cologno Monzese afferma in un comunicato che non è stato possibile arrivare a una risoluzione del rapporto in modo consensuale; altresì specifica che l'ex direttore lascia anche Mediaset. Alla direzione del TG4 gli subentra Giovanni Toti, già direttore di Studio Aperto, che da quel momento dirigerà entrambi i notiziari per circa due anni. Il giorno seguente, dopo aver dichiarato di essersi chiarito con l'azienda, firma le dimissioni dal TG4 dichiarando di proseguire nella trattativa per nuove trasmissioni, mantenendo una carica all'interno di Mediaset.

### Dopo il TG4
Nell'agosto del 2012 Emilio Fede approda al canale del digitale terrestre Vero Capri, presente al numero 55, dove incomincia a condurre una rubrica settimanale di attualità politica ed economica intitolata Attualità con Fede.
Tra il 2013 e il 2014 è direttore editoriale del quotidiano La Discussione, in passato già organo della Democrazia Cristiana per le Autonomie, movimento politico di centro-destra di Gianfranco Rotondi, esistito dal 2005 al 2009, quando è confluito ne Il Popolo della Libertà.
In tale periodo gli viene diagnosticato un tumore al pancreas e i medici gli danno sei mesi di vita, ma le analisi erano errate.
Il 30 ottobre 2014 Mediaset gli comunica la rescissione unilaterale, a partire dal giorno successivo, del contratto in scadenza a giugno. Fede guadagnava 27.000 euro al mese, oltre a beneficiare di una casa a Milano 2 a carico dell'azienda, di due autisti, di una segretaria e di un ufficio. A dicembre fa ricorso al tribunale civile di Milano per chiedere a Mediaset il reintegro e il pagamento di 8.411.000 euro come risarcimento. RTI motiva la scelta sottolineando che Fede è indagato per associazione a delinquere a scopo di diffamazione per il presunto ricatto nei confronti dei vertici Mediaset con un fotomontaggio a luci rosse. Il 9 aprile 2015 il Tribunale civile di Milano respinge la sua richiesta di risarcimento e gli impone di versare a Mediaset circa 10.000 euro per le spese di causa.
Da giugno 2022 torna in tv come ospite fisso nel talk show Punti di Vista condotto da Kevin Dellino su Cusano Italia TV, emittente televisiva dell'omonima università Cusano di Roma. E sempre con Kevin Dellino torna a scrivere una rubrica, Parole di Fede, sul settimanale Visto diretto da Carlo Faricciotti.
Attorno al 2024, per l’età avanzata, viene ricoverato in una RSA.

## Politica
Alle elezioni politiche in Italia del 1979 e alle elezioni europee del 1984 si candida tra le file del PSDI. In entrambe le occasioni non viene eletto (nella seconda ottenne 1.901 preferenze nella circoscrizione nord-occidentale e 5.303 nella circoscrizione centrale).
Nel luglio 2012 fonda il movimento d'opinione Vogliamo Vivere, che sale alle cronache soltanto durante la fine di agosto dello stesso anno poiché durante la presentazione al Teatro Nuovo di Milano la sala era semivuota e, tra i pochi soggetti presenti, spiccavano Ombretta Colli e Tiziana Maiolo. L'idea iniziale, come sostenuto dallo stesso Fede, doveva essere quella di un apparentamento con la lista "Moderati in Rivoluzione" di Gianpiero Samorì, in vista delle elezioni politiche del 2013. Tuttavia in seguito il movimento verrà sciolto per mancanza di fondi.
Nel settembre 2013, attraverso il suo blog, Fede annuncia di aver fondato un nuovo movimento politico chiamato Le Ali della Libertà.
Nel maggio 2014 aderisce al movimento Uniti si vince di Luca Miatton a sostegno di Silvio Berlusconi. La tessera numero uno del movimento gli viene poi revocata nel luglio seguente in seguito alla pubblicazione delle intercettazioni con Gaetano Ferri, suo personal trainer, che riguardano Berlusconi e Marcello Dell'Utri.

## Vita privata
Nel 1965 sposò la giornalista e futura senatrice Diana de Feo, figlia dello scrittore Italo de Feo, conosciuta in Rai. La moglie è mancata il 23 giugno 2021 dopo una lunga malattia. Dal matrimonio sono nate le figlie Sveva e Simona.
Noto per la sua passione per il gioco d'azzardo, la sua presenza nelle sale da gioco è sempre passata osservata per via del calibro delle sue puntate e delle alterne fortune al tavolo da gioco.

## Controversie

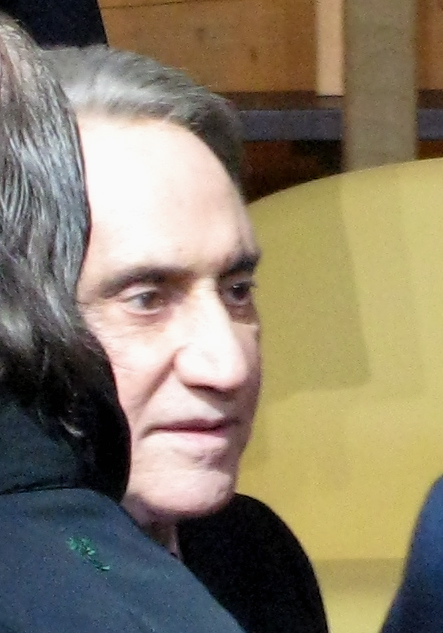
Emilio Fede nel 2010

### Accuse di faziosità
Il metodo di fornire informazione tramite il TG4 di Fede, notevolmente sbilanciato a favore di Silvio Berlusconi secondo i dati dell'osservatorio di Pavia, lo ha esposto a numerose critiche sulla qualità del suo prodotto giornalistico e a interventi dell'Autorità per le garanzie nelle comunicazioni (AGCOM) a partire dal 1998. Il sostegno politico a Berlusconi, mai negato da Fede, è testimoniato anche da quanto accadde dopo le elezioni politiche del 1994, quando il giornalista annunciò la vittoria dell'allora leader di Forza Italia con elogi e opinioni parziali. Parte del suo discorso agiografico è stato anche documentato nel film Aprile di Nanni Moretti.
Tra il 1993 e il 1994 si impegnò in prima persona contro Indro Montanelli, fondatore e direttore de il Giornale, il quale era contrario all'ingresso in politica di Silvio Berlusconi, azionista di maggioranza del quotidiano dal 1979. Il 6 gennaio 1994 Fede aprì l'edizione serale del TG4 con un editoriale in cui chiedeva le dimissioni di Montanelli poiché non condivideva le strategie politiche dell'azienda, rincarando la dose in un'intervista a Il Giorno che uscì col titolo Montanelli è un piccolo uomo. In quell'occasione alcuni altri giornalisti Fininvest, tra cui Maurizio Costanzo, Gianfranco Funari ed Enrico Mentana, intervennero a difesa di Montanelli, mentre altri soggetti all'epoca vicini a Berlusconi, come Vittorio Sgarbi, conduttore di Sgarbi quotidiani, si schierarono con Fede e contro Montanelli; il successivo 11 gennaio Montanelli lasciò la direzione della testata, venendo sostituito da Vittorio Feltri. L'intervento di Fede fu duramente criticato da Paolo Bonaiuti, vicedirettore de Il Messaggero, che pubblicò sul tema un editoriale al vetriolo intitolato Va in onda la liberaldemocrazia.
Nel 2014 vennero pubblicate alcune conversazioni tra Fede ed il suo personal trainer Gaetano Ferri, segretamente registrate da quest'ultimo, in cui l'ex giornalista rivelava particolari importanti sui rapporti illeciti tra Berlusconi e la mafia siciliana, veicolati attraverso il politico Marcello Dell'Utri, che operava come tramite dell'imprenditore, In queste registrazioni Fede parla anche di Flavio Briatore, dicendo che esso sarebbe stato coinvolto in una storia di mafia, ordinando l'assassinio di un industriale di Cuneo.

### Sanzioni subite dall'Autorità per le telecomunicazioni
Nel 2004, dopo la sanzione pecuniaria inflitta dall'AGCOM per il mancato rispetto della par condicio nel suo telegiornale prima delle elezioni europee, nell'edizione delle 18:55 del TG4 del 10 giugno 2004 Fede comparve in onda con una targhetta al collo su cui era riportato il contenuto del provvedimento. Nel 2006, dopo un'altra sanzione di 250.000 € dell'AGCOM per violazione della legge sulla par condicio (la seconda in due settimane per un totale di 450.000 €), il giornalista si disse contrario alla motivazione della sanzione e minacciò le dimissioni, mandando tre volte in sovraimpressione il contenuto del provvedimento sanzionatorio adottato. Successivamente Fede ritirò l'ipotesi delle dimissioni, dichiarando di essere stato indotto a restare dalle lettere dei telespettatori.

### Discussione con Piero Ricca
Nel maggio 2007 Fede fu fermato dal giornalista indipendente Piero Ricca, che gli pose alcune domande sul caso dell'emittente televisiva Europa 7 le cui frequenze, già occupate da Rete 4 dagli anni ottanta quando non esisteva una regolamentazione (legge Mammì), secondo una sentenza emessa dalla Corte di giustizia europea avrebbero dovuto esserle restituite da Rete 4. Ricca dapprima chiese le dimissioni di Fede per l'illegittimità a trasmettere di Rete 4, per poi indirizzare al direttore gli insulti "servo" e "verme" dopo il rifiuto di Fede, che aveva detto: "Berlusconi lo sa ed è praticamente d'accordo, e mi ha detto: "Se incontri qualche imbecille che ti chiede se ti sei dimesso, digli di sì". Il direttore poi sputò da una scalinata in direzione dei suoi contestatori. Il diverbio tra i due fu anche trasmesso da Striscia la notizia, omettendo però l'antefatto dell'incontro tra Fede e Ricca, sia quando quest'ultimo parla dell'abusivismo di Rete 4 sia quando il direttore del TG4 sputa al reporter. Fede successivamente querelò Ricca, il cui blog fu temporaneamente bloccato dalla Guardia di Finanza per un mese e il cui articolo precedentemente pubblicato fu reso inaccessibile a seguito dell'ordinanza.

### Critiche a Roberto Saviano
Nell'edizione serale del TG4 del 9 settembre 2008 Emilio Fede commentò la condizione del giornalista e scrittore Roberto Saviano, dall'ottobre 2006 scortato dalle Forze dell'ordine in seguito alle minacce ricevute dalla camorra. In questo commento risulta polemica la critica di Fede riguardo a Saviano, il cui aspetto peculiare, a suo dire, è quello di guadagnare molti soldi dal libro (e film) Gomorra. Il 9 maggio 2010 questi attacchi si ripetono, per di più nell'ambito di un servizio non direttamente riconducibile a Saviano o alla camorra, suscitando immediate polemiche da parte di numerosi blog ed esponenti del centro-sinistra.

### La vicenda dei due milioni e mezzo di euro
Secondo alcuni quotidiani italiani (Corriere della Sera e La Stampa), nel dicembre 2011 Fede avrebbe voluto depositare 2.500.000 euro presso una banca svizzera di Lugano, ma quest'ultima avrebbe rifiutato a causa della dubbia provenienza dell'ingente somma di denaro. A seguito di ciò la Guardia di Finanza avviò una serie di verifiche sulla vicenda. Fede smentì la notizia definendola "totalmente falsa, inventata di sana pianta".

## Procedimenti giudiziari

### La querela da parte del Comune di Venezia
Durante una puntata del rotocalco del TG4 Sipario Notte dell'11 ottobre 2008 fu trasmesso un servizio inerente a una zona di Venezia, identificabile come Campo Santi Giovanni e Paolo, il cui commento da parte del direttore scatenò una violenta protesta via web sul social network Facebook e altri siti, con cui si accusava il suddetto servizio di essere mistificatorio e diffamatorio. La polemica raggiunse il comune di Venezia, che diede incarico all'Avvocatura civica di verificare gli estremi per sporgere querela e chiedere i danni arrecati all'immagine della città.

### La querela da parte di D'Elia
Nel 2009 fu condannato in primo grado in sede civile per diffamazione contro Sergio D'Elia, deputato radicale ed ex membro di Prima Linea, per averlo definito "terrorista" e aver presentato al TG4, nel 2006, un lungo servizio che il tribunale di Roma definì nella sentenza come «diffamatorio (...) all'evidente fine di offrire ai telespettatori un'immagine negativa (...) La notizia per esser vera deve essere completa, in modo da favorire la libera formazione delle opinioni del pubblico».

### Caso Ruby
Nel gennaio 2011 Fede fu indagato dalla procura della Repubblica per induzione e favoreggiamento della prostituzione, insieme con Silvio Berlusconi, Lele Mora e Nicole Minetti, sul "caso Ruby" (maggio 2010), soprannome con cui i media italiani hanno etichettato la giovane marocchina Karima El Mahroug, sulla base delle prove rappresentate da una lettera anonima, pubblicata poi in prima pagina su due quotidiani, e di una valigetta che egli avrebbe portato in Svizzera. Qualche anno dopo, nel 2014, Fede fu licenziato da Mediaset.
Il 3 ottobre 2011 fu rinviato a giudizio per il caso Ruby assieme a Minetti e Mora. La decisione fu assunta dalla giudice dell'udienza preliminare di Milano Maria Grazia Domanico, della V Sezione penale del tribunale del capoluogo lombardo. Tutti e tre furono accusati di induzione e favoreggiamento della prostituzione, anche minorile. Il processo iniziò il 21 novembre 2011.
Il 19 luglio 2013, nell'ambito del processo "Ruby" bis, Fede, assieme agli altri due imputati, fu condannato dal tribunale di Milano a 7 anni di reclusione e all'interdizione a vita dai pubblici uffici, per i reati di induzione alla prostituzione, favoreggiamento della prostituzione e favoreggiamento della prostituzione minorile, oltre all'interdizione da uffici di mezzi di informazione considerati come pubblici uffici. Fu assolto dall'accusa di induzione alla prostituzione minorile. Nel processo principale Silvio Berlusconi, condannato in primo grado, fu invece assolto in secondo grado e in Cassazione.
Il 13 novembre 2014 la Corte d'appello ridusse la pena di Fede a 4 anni e 10 mesi, con le accuse riqualificate nel solo favoreggiamento della prostituzione di una maggiorenne, assolvendolo dalle accuse di induzione alla prostituzione e favoreggiamento della prostituzione minorile in quanto fu riconosciuto che, come Berlusconi, egli non fosse a conoscenza della minore età di Karima El Mahroug; Fede si dichiarò innocente di tutte le accuse, affermò di non aver portato lui la ragazza marocchina ad Arcore, di non sapere chi fosse e che cosa facesse. Ruby stessa non ha mai ammesso di essere una prostituta. Il 22 settembre 2015 la Corte suprema di cassazione accoglie il suo ricorso e annulla la sentenza del "Ruby bis" a carico di Fede e Minetti, rinviando a un nuovo processo d'appello e respingendo al contempo il ricorso della procura di Milano che voleva condanne più elevate.
Il 7 maggio 2018 la Corte d'appello ha ridotto le pene, condannando Fede a 4 anni e 7 mesi per favoreggiamento della prostituzione, e Minetti a 2 anni e 10 mesi. La sentenza d'appello fu nuovamente impugnata, ma la Cassazione dichiarò inammissibili i ricorsi delle difese e le pene furono confermate in via definitiva l'11 aprile 2019. A causa dell'età avanzata (88 anni) e delle condizioni di salute, fu stabilito che Fede scontasse la pena in detenzione domiciliare, in quanto, recependo la giurisprudenza di Cassazione, il Tribunale di sorveglianza di Milano l'11 ottobre 2019 stabilì che «in carcere sarebbe sottoposto ad un'enorme sofferenza».
Il 22 giugno 2020 Fede fu arrestato a Napoli per evasione dagli arresti domiciliari mentre stava cenando in un ristorante assieme alla moglie Diana de Feo per l'89º compleanno di Fede e fu posto agli arresti in un hotel sul lungomare: dopo aver avvisato i carabinieri di Segrate, Fede aveva raggiunto il capoluogo partendo in treno prima di ottenere la necessaria autorizzazione del giudice del Tribunale di sorveglianza. Fede aveva scontato sino ad allora 7 mesi ai domiciliari e avrebbe dovuto completare la pena con 4 anni di servizi sociali.

### Concorso in bancarotta fraudolenta
Per aver ricevuto del denaro di Silvio Berlusconi da Lele Mora nel 2011 ed essendo l'ingente somma «distratta dal fallimento e divisa con Fede, ma anche trattenuta da Mora», fu condannato in primo grado nel giugno del 2017 a tre anni e mezzo per concorso in bancarotta fraudolenta. Nel maggio 2018 la Corte di appello di Milano annullò la sentenza di primo grado, ritenendo che i soldi ricevuti fossero versati «come corrispettivo per la sua intercessione» e quindi il fatto fosse penalmente irrilevante.

### Caso Mediaset
Nell'ottobre del 2014 Fede fu indagato per associazione per delinquere finalizzata alla diffamazione per la tentata diffusione di immagini ai giornali, elemento di indagine collegato a un presunto ricatto nei confronti dei vertici Mediaset per un fotomontaggio a luci rosse. La pubblica accusa chiese una condanna a 4 anni e 9 mesi. Il 15 giugno 2017 il tribunale di Milano condannò Fede alla pena di 2 anni e 3 mesi di reclusione. Il 4 aprile 2019 la pena fu rideterminata dalla Corte d'appello di Milano in 2 anni di reclusione, mentre Fede fu assolto da uno degli episodi contestati "perché il fatto non sussiste".

## Nella cultura di massa

### Nel cinema
- Paparazzi (1998), regia di Neri Parenti, dove interpreta sé stesso mentre viene paparazzato insieme a Mara Venier dal personaggio di Ugo "King" Conti (Diego Abatantuono).
- Aprile (1998), regia di Nanni Moretti, dove appare in un filmato in TV mentre conduce il TG4 in seguito alla vittoria alle elezioni politiche di Silvio Berlusconi nel 1994.
- Buongiorno, notte (2003), regia di Marco Bellocchio, dove appare in filmati di repertorio.
- Io non ho paura (2003), regia di Gabriele Salvatores, dove appare in filmati di repertorio mentre conduce il TG1.
- La meglio gioventù (2003), regia di Marco Tullio Giordana, dove appare in filmati di repertorio.
- Niente è come sembra (2007), regia di Franco Battiato, dove appare in un filmato in TV mentre conduce il TG4.
- Esterno notte (2022), regia di Marco Bellocchio, dove appare in filmati di repertorio.

### Nella musica
- È citato nel testo della canzone Ripetutamente del gruppo musicale napoletano 99 Posse.
- È citato nel testo delle canzoni Con le buone ed Italiano Medio del gruppo musicale Articolo 31.
- È citato nel testo della canzone Tufello Talenti del rapper romano Rancore.
- È citato nel testo della canzone Bunga bunga di Elio e le Storie Tese (2010).
- È citato nella canzone La scatola dell’odio del gruppo punk Pornoriviste.

## Televisione
- Il circolo dei castori (Programma Nazionale, 1958)
- TG1 (Rete 1, 1976-1982; Rai 1, 1983)
- Test - Gioco per conoscersi (Rai 1, 1983-1984)
- TgA (Rete A, 1987-1989)
- Cronaca (Rete 4, 1990)
- Studio Aperto (Italia 1, 1991-1993)
- TG4 (Rete 4, 1992-2012)
- Le grandi interviste (Rete 4, 1997, 1999)
- Indagine sulla canzone truccata (Canale 5, 1998)
- Palermo - La notte della moda (Rete 4, 2002)
- Striscia la notizia (Canale 5, 2005)
- Password - Il mondo in casa (Rete 4, 2009)
- Radio Belva (Rete 4, 2013)
- Punti di vista (Go-tv, 2022)

## Opere
- Africa anno dieci. Incontri e momenti africani, presentazione al libro di Mario Pedini, Brescia, La Scuola, 1971.
- Finché c'è Fede, Milano, Mondadori, 1997, ISBN 88-04-42656-X.
- Privé. La vita è un gioco, Milano, Mondadori, 1998, ISBN 88-04-45277-3.
- L'invidiato speciale, Milano, Mondadori, 1999, ISBN 88-04-46628-6.
- La foglia di fico, Milano, Mondadori, 2000, ISBN 88-04-47941-8.
- Samba dei ruffiani, Milano, Mondadori, 2001, ISBN 88-04-49027-6.
- La cena dei cretini, Milano, Mondadori, 2002, ISBN 88-04-50295-9.
- Ladro d'amore, Milano, Mondadori, 2003, ISBN 88-04-51485-X.
- Peluche, Milano, Mondadori, 2005, ISBN 88-04-53307-2.
- Fuori onda, Milano, Mondadori, 2006, ISBN 88-04-55433-9.
- Dietro lo schermo. L'arte della comunicazione televisiva, Milano, Editrice San Raffaele, 2008, ISBN 978-88-86270-66-3.
- Se tornassi ad Arcore. Il bilancio di una vita da direttore, Milano, Gli Specchi Marsilio, 2015, ISBN 978-88-317-2289-6.
- Africa. Storie di un inviato speciale, Milano, Bietti, 2017, ISBN 978-88-824-8386-9.